# Chithurst
Chithurst – wieś w Anglii, w hrabstwie West Sussex, w dystrykcie Chichester. Leży 19 km na północ od miasta Chichester i 74 km na południowy zachód od Londynu. W 1961 roku civil parish liczyła 229 mieszkańców. Chithurst jest wspomniana w Domesday Book (1086) jako Titeherste.